# Ptyas multicinctus
Ptyas multicinctus är en ormart som beskrevs av Roux 1907. Ptyas multicinctus ingår i släktet Ptyas och familjen snokar. Inga underarter finns listade i Catalogue of Life.
Arten förekommer i sydöstra Kina på Hainan samt i provinserna Yunnan, Guangxi och Guangdong. Den lever även i Vietnam, Laos och nordöstra Thailand. Förekomsten i Kambodja behöver bekräftelse. Individerna vistas i städsegröna skogar. De kan vara dag- och nattaktiva. Ptyas multicinctus klättrar i träd och rör sig på marken. Honor lägger ägg.
Skogens omvandling till jordbruksmark, samhällen och trafikstråk hotar beståndet i några regioner. Hela populationen antas vara stabil. IUCN kategoriserar arten globalt som livskraftig.